# Republica Moldova la Jocurile Olimpice
Prima participare a Republicii Moldova la Jocurile Olimpice a fost la Jocurile Olimpice de iarnă de la Lillehammer (1994). Începând de atunci, statul moldovean nu a ratat nici o participare la jocurile olimpice.
Până în prezent, nouă sportivi din Republica Moldova au câștigat un total de 9 medalii olimpice (2 de argint și 7 de bronz), dintre care cele mai multe medalii au fost obținute la caiac-canoe. Nici un sportiv din Republica Moldova nu a fost medaliat la Jocurile Olimpice de iarnă.

## Istoria participării olimpice a Republicii Moldova
În calitate de stat component al URSS, RSS Moldovenească a trimis reprezentanți la Jocurile Olimpice desfășurate între anii 1952 și 1988. Aceștia au făcut parte din echipa olimpică a URSS-ului.
Comitetul Național Olimpic al Republicii Moldova a fost fondat la 29 ianuarie 1991, el fiind recunoscut în 1993 de către Comitetul Internațional Olimpic. Comitetul a fost condus de către următorii președinți: Efim Josanu (1991-2001) și Nicolae Juravschi (din 2001).
În anul 1992, 11 sportivi din Republica Moldova au participat la Jocurile Olimpice de vară de la Barcelona (1992), aceștia fiind incluși în componența echipei unificate a CSI-ului. Reprezentanții moldoveni au obținut rezultate valoroase: 
- Tudor Casapu - campion olimpic la haltere – cat. 75 kg (mijlocie),
- Iurie Bașcatov - medaliat cu argint la înot – în ștafeta de 4x100 m liber,
- Natalia Valeeva - dublă medaliată cu bronz la tir cu arcul (individual și pe echipe) și
- Sergiu Mariniuc - medaliat cu bronz cu echipa de polo a CSI-ului.

## Lista medaliaților olimpici
| Medalie                        | Nume                               | Jocuri Olimpice       | Sport                  | Întrecere                                        |
| ------------------------------ | ---------------------------------- | --------------------- | ---------------------- | ------------------------------------------------ |
| Aur                            | Tudor Casapu                       | Barcelona 1992        | Haltere                |                                                  |
| Aur                            | Veaceslav Garpișin                 | Barcelona 1992        | Handbal                |                                                  |
| Argint                         | Iurie Bașcatov                     | Barcelona 1992        | Natație                |                                                  |
| Dublu bronz                    | Natalia Valeeva                    | Barcelona 1992        | Tir cu arcul           |                                                  |
| Bronz                          | Serghei Marcoci                    | Barcelona 1992        | Polo                   |                                                  |
| Bronz                          | Alexei Vdovin                      | Barcelona 1992        | Polo                   |                                                  |
|                                | Nicolae Juravschi Victor Reneischi | Atlanta 1996          | Caiac-canoe            | C2, 500 m                                        |
|                                | Serghei Mureico                    | Atlanta 1996          | Lupte                  | Lupte greco-romane – cat. 100-130 kg (supergrea) |
|                                | Oleg Moldovan                      | Sydney 2000           | Tir                    | 10 metri țintă mobilă                            |
|                                | Vitalie Grușac                     | Sydney 2000           | Box                    | cat. 67 kg (semimijlocie)                        |
| Veaceslav Gojan                | Beijing 2008                       |                       | Box                    |                                                  |
| Cristina Iovu (descalificată)  | Londra 2012                        | Haltere               | Haltere femei, 53 kg   |                                                  |
| Anatolii Cîrîcu (descalificat) | Londra 2012                        | Haltere               | Haltere bărbați, 94 kg |                                                  |
|                                | Serghei Tarnovschi                 | Tokyo 2020 Paris 2024 | Caiac-canoe            | C1, 1.000 m                                      |
|                                | Denis Vieru                        | Paris 2024            | Judo                   | Judo bărbați, 66 kg                              |
| Adil Osmanov                   | Judo bărbați, 73 kg                | Paris 2024            | Judo                   |                                                  |
|                                | Anastasia Nichita                  | Paris 2024            | Lupte                  | Lupte libere femei, 57 kg                        |

## Medalii
Vezi și Medalii olimpice

### Medalii la Jocurile Olimpice de vară
| Jocuri Olimpice | Aur | Argint | Bronz | Total |
| Barcelona 1992  | 2   | 1      | 4     | 7     |
| Atlanta 1996    | 0   | 1      | 1     | 2     |
| Sydney 2000     | 0   | 1      | 1     | 2     |
| Atena 2004      | 0   | 0      | 0     | 0     |
| Beijing 2008    | 0   | 0      | 1     | 1     |
| Londra 2012     | 0   | 0      | 2     | 2     |
| Rio 2016        | 0   | 0      | 1     | 1     |
| Tokyo 2020      | 0   | 0      | 1     | 1     |
| Paris 2024      | 0   | 1      | 3     | 4     |
| Total           | 2   | 4      | 14    | 20    |

### Medalii după sport
| Jocuri Olimpice | Aur | Argint | Bronz | Total |
| Haltere         | 1   | 0      | 2     | 3     |
| Box             | 0   | 0      | 2     | 2     |
| Handbal         | 1   | 0      | 0     | 1     |
| Natatie         | 0   | 1      | 0     | 1     |
| Polo            | 0   | 0      | 2     | 2     |
| Caiac-canoe     | 0   | 1      | 3     | 4     |
| Judo            | 0   | 0      | 2     | 2     |
| Lupte           | 0   | 1      | 1     | 2     |
| Tir             | 0   | 1      | 2     | 3     |
| Total           | 2   | 4      | 14    | 20    |